# Jaslovské Bohunices kärnkraftverk
Jaslovské Bohunices kärnkraftverk är ett kärnkraftverk i Slovakien. Kärnkraftverket har fem reaktorer, varav tre är stängda och under skrotning.
Kraftverkets första reaktor var en gaskyld tungvattenreaktor som började byggas 1958. Den togs i drift i oktober 1972. Efter flera allvarliga olyckor återstartades aldrig reaktorn efter den sista olyckan den 22 februari 1977.
De två följande reaktorerna är av VVER-typ och började byggas 1972. De togs i drift 1978 respektive 1980. Som en del i Slovakiens inträde i Europeiska unionen stängdes de båda reaktorerna av 2006 respektive 2008.
De två sista reaktorerna är av VVER-typ och började byggas 1976. De togs i drift 1984 respektive 1985.

## Reaktorer
| Station     | Typ          | Netto- effekt | Byggstart  | Första kritikalitet | Första nätanslutning | Kommersiell drift | Stängning  |
| ----------- | ------------ | ------------- | ---------- | ------------------- | -------------------- | ----------------- | ---------- |
| Bohunice A1 | KS-150       | 93 MWe        | 1958-08-01 | 1972-10-24          | 1972-12-25           | 1972-12-25        | 1977-02-22 |
| Bohunice 1  | VVER-440/230 | 408 MWe       | 1972-04-24 | 1978-11-27          | 1978-12-17           | 1980-04-01        | 2006-12-31 |
| Bohunice 2  | VVER-440/230 | 408 MWe       | 1972-04-24 | 1980-03-15          | 1980-03-26           | 1981-01-01        | 2008-12-31 |
| Bohunice 3  | VVER-440/213 | 466 MWe       | 1976-12-01 | 1984-08-07          | 1984-08-20           | 1985-02-14        |            |
| Bohunice 4  | VVER-440/213 | 466 MWe       | 1976-12-01 | 1985-08-02          | 1985-08-09           | 1985-12-18        |            |